# 스트레사알피노모타로네 케이블카

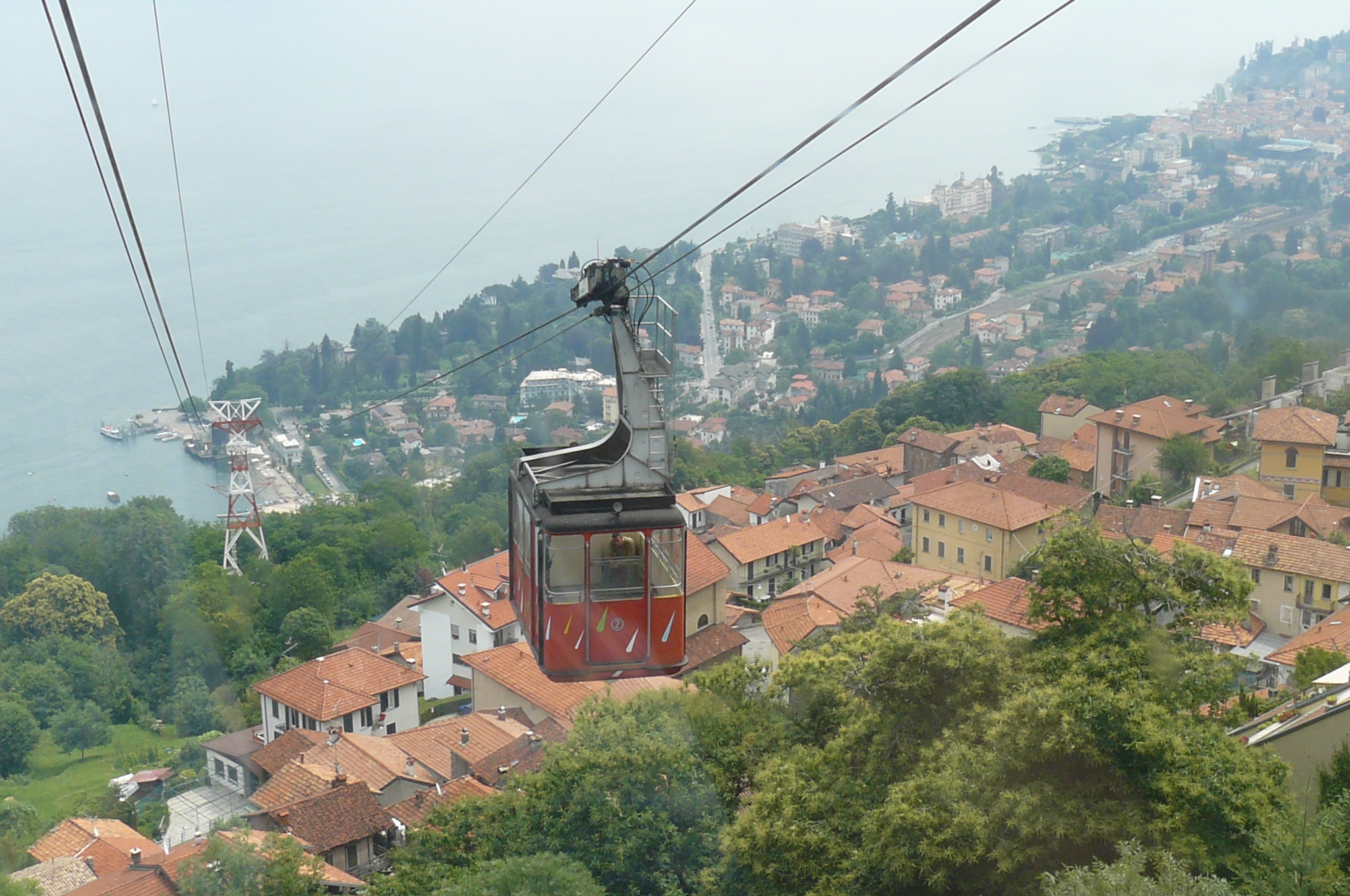
스트레사알피노모타로네 케이블카

스트레사알피노모타로네 케이블카(이탈리아어: Funivia Stresa-Alpino-Mottarone)는 이탈리아 북서부 피에몬테주 스트레사에 있는 케이블카이다. 1970년에 처음 개장한 케이블카는 마조레 호수 기슭에 위치한 스트레사와 모타로네산 정상을 연결한다. 케이블카는 연간 약 100,000명의 승객을 수송했다. 2021년 5월 23일 추락 사고가 발생하였다.